# Забелино (Калужская область)
Забе́лино — деревня в Перемышльском районе Калужской области России. Входит в состав сельского поселения «Село Макарово».

## География
Деревня находится в восточной части Калужской области, в зоне хвойно-широколиственных лесов, в пределах северо-западной части Среднерусской возвышенности, на берегах реки Передут, к северу от автодороги Р132, на расстоянии примерно 37 км (по прямой) к северо-востоку от села Перемышль, административного центра района. Абсолютная высота — 187 м над уровнем моря.

### Климат
Климат характеризуется как умеренно континентальный, с тёплым летом и умеренно морозной снежной зимой. Среднегодовая многолетняя температура воздуха составляет 4 — 4,6 °С. Средняя температура воздуха самого тёплого месяца (июля) — 18 °C (абсолютный максимум — 39 °C); самого холодного (января) — −10 — −8,9 °C (абсолютный минимум — −46 °C). Безморозный период длится в среднем 149 дней. Среднегодовое количество атмосферных осадков составляет 654 мм, из которых 441 мм выпадает в период с апреля по октябрь. Снежный покров держится в течение 130—145 дней.

### Часовой пояс
Деревня Забелино, как и вся Калужская область, находится в часовой зоне МСК (московское время). Смещение применяемого времени относительно UTC составляет +3:00.

## Население
| 2002 | 2010 |
| ---- | ---- |
| 20   | ↘19  |

### Половой состав
По данным Всероссийской переписи населения 2010 года, в гендерной структуре населения мужчины составляли 57,9 %, женщины — соответственно 42,1 %.

### Национальный состав
Согласно результатам переписи 2002 года, в национальной структуре населения русские составляли 100 %.